# Simfonia núm. 5 (Bax)
La Simfonia núm. 5 d'⁣Arnold Bax va ser acabada dl març 1932 i estrenada per Thomas Beecham el 15 de gener de 1934 al Queen’s Hall de Londres. Està molt influenciada per Jean Sibelius, a qui està dedicada.

## Origen i context
Durant els primers anys de la dècada de 1930, Bax va viure una etapa de gran inspiració creativa. L'esplendor i el caràcter distintiu de les composicions de Bax van fer que sobresortís per damunt dels altres. Havia estrenat quatre noves simfonies per al públic de Londres en menys de quatre anys, a més de Winter Legends per a piano i orquestra amb una estructura gairebé simfònica, assolint així el punt àlgid de la seva fama. La Cinquena Simfonia, completada el març de 1932 i estrenada el gener de 1934, va consolidar Bax com el simfonista britànic més destacat després d’Elgar, encara que aquesta preeminència no fos duradora. Alguns crítics van detectar certs reptes en la seva estructura formal de la Cinquena. En aquell moment, Bax destacava per la seva prolífica producció i per la seva veu personal, al costat de les obres del mateix Elgar, de Vaughan Williams i de Bliss. Poc després, l'atenció mediàtica se l'emportaren Vaughan Williams amb la Quarta Simfonia i Walton amb la Simfonia en si bemoll menor de Walton.
Bax va dedicar la Cinquena Simfonia a Sibelius, i això ha generat que alguns crítics suggereixin una influència del compositor finlandès, en un moment en què Sibelius començava a guanyar popularitat a Anglaterra i als Estats Units. És cert que, a l’inici, el tema del clarinet recorda momentàniament l'obertura del moviment lent de la Cinquena de Sibelius, però l’al·lusió és breu. Abans d'aquesta obra, Bax va escriure el poema simfònic The Tale the Pine Trees Knew, on es pot entreveure una al·lusió a Tapiola de Sibelius. En realitat, La Cinquena de Bax sobresurt per la seva marcada identitat i una orquestració distintiva, amb moments de delicadesa que evoquen l’estil íntim de la música de cambra.

## Instrumentació
Està escrita per a dos flautins, tres flautes, dos oboès, trompa anglesa, tres clarinets, clarinet baix, dos fagots, doble fagot, quatre trompes, tres trompetes, tres trombons, tuba, timbales, bombo, tambor tenor,⁣ caixa, pandereta, plats, gong, glockenspiel, arpa i cordes.

## Moviments
Es fa en tres moviments:
1. Poco lento - Allegro con fuoco
2. Poco lento - Molto tranquillo
3. Poco moderato - Allegro - Epíleg

## Anàlisi musical
Obre amb un motiu de cinc notes que es repeteix al llarg de tota la secció poco lento, evocant clarament la Simfonia núm. 5 de Sibelius. No obstant això, la secció allegro con fuoco que segueix és molt pròpia de Bax, amb tots els trets característics del seu estil de composició ben presents. En el segon tema, reapareixen les atmosferes de Sibelius, però la tècnica musical detallada de Bax es fa evident. La reexposició és especialment emocionant, convertint aquest en un dels moviments d'obertura més enèrgics de totes les simfonies de Bax.
El segon moviment és majestuós i un moviment lent relativament curt per a Bax, però fa un bon ús dels metalls i la secció de percussió. Acaba amb calma per assegurar un contrast entre aquest moviment i el que segueix.
El finale comença amb acords forts i repetits de les cordes i els vents-fusta que ràpidament donen pas a una secció d'allegro ràpida, ardent i enèrgica en la qual es fan evidents les influències dels compositors russos. A diferència de les simfonies anteriors, l'epíleg és atrevit i majestuós.